# أغستاش صخري
أغستاش صخري أو زوفا عملاقة صخرية (الاسم العلمي:Agastache rupestris) هي نوع من النباتات يتبع جنس الأغستاش من الفصيلة الشفوية.

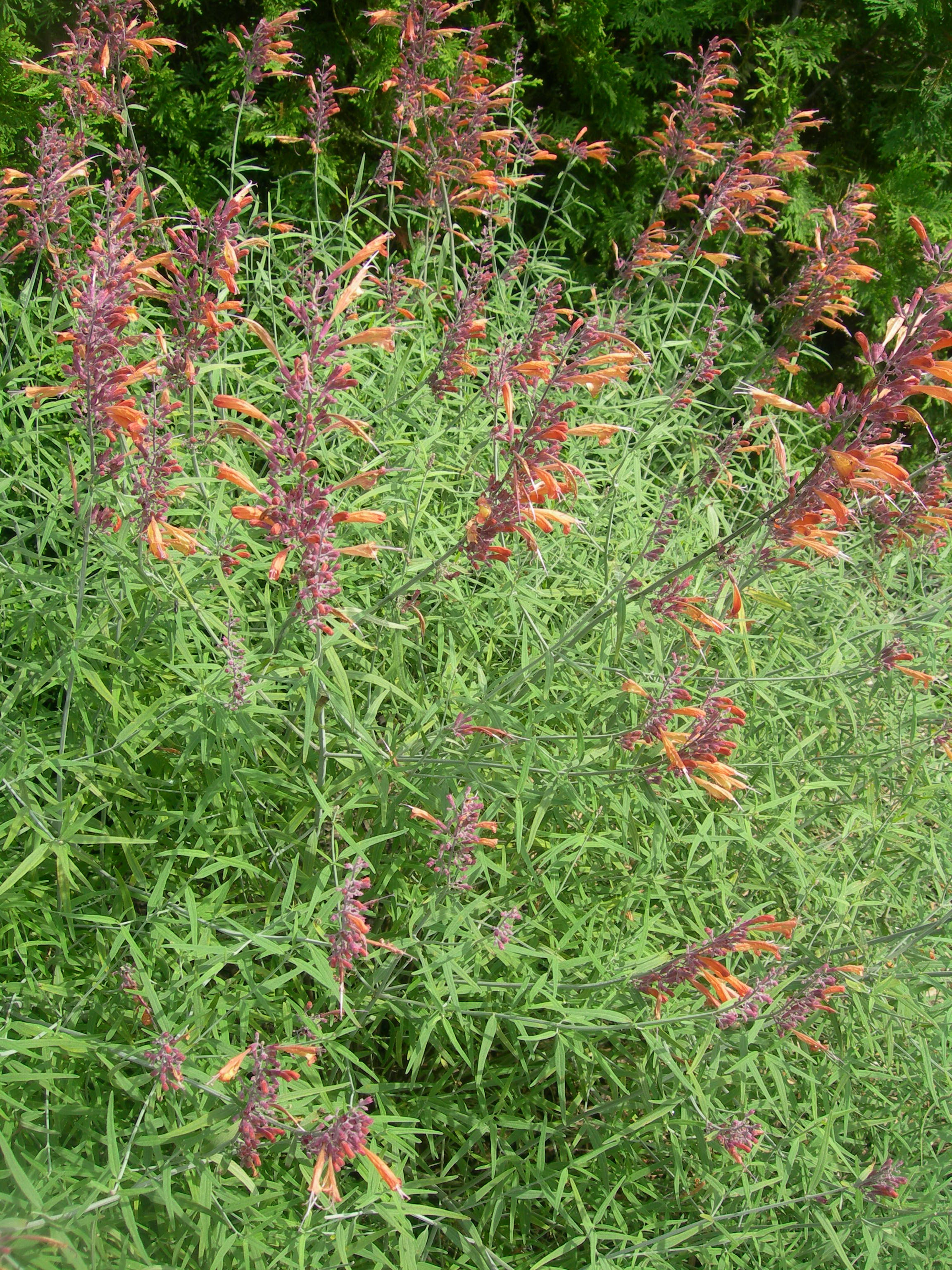
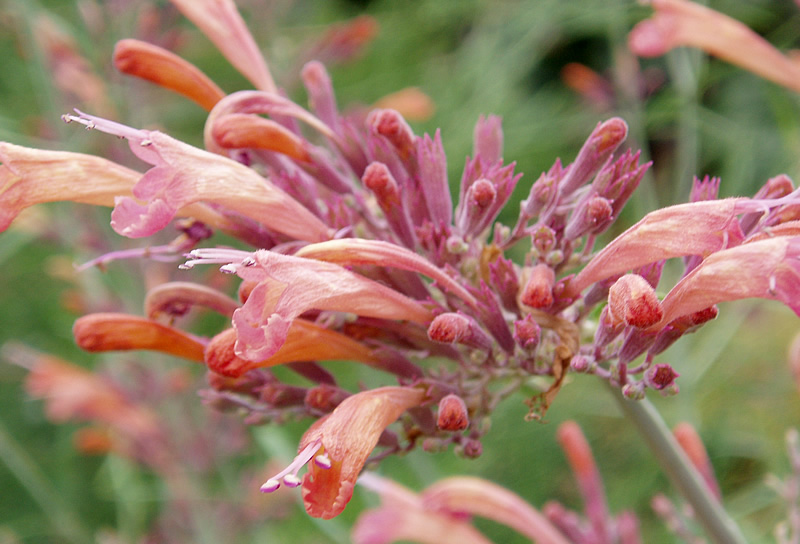
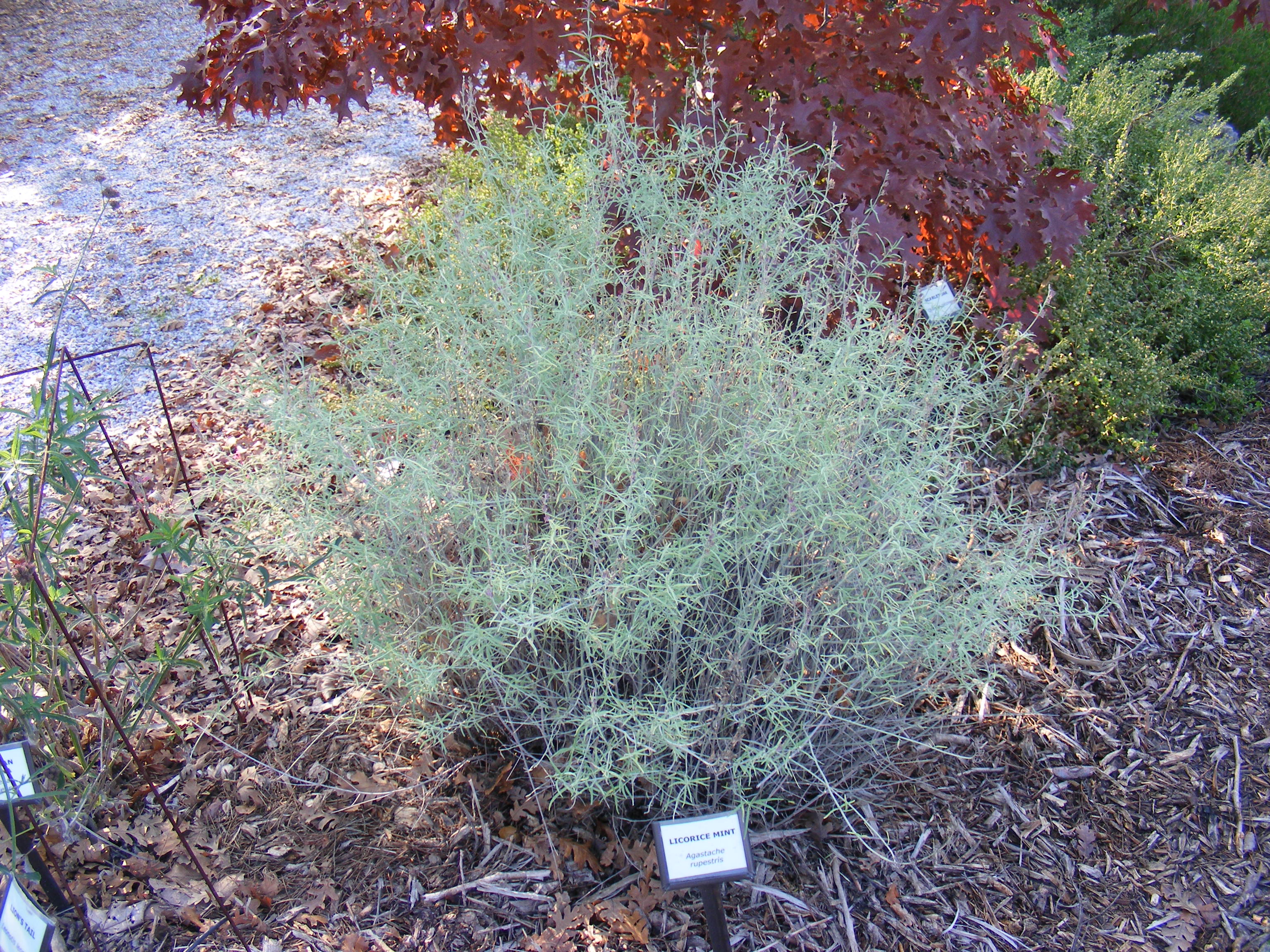